# Bruno Prada
Bruno Prada (* 31. Juli 1971 in São Paulo) ist ein brasilianischer Segler, der an Olympischen Spielen und Weltmeisterschaften erfolgreich war.
Bis zum Alter von 14 Jahren segelte Prada die Juniorklasse Optimist, danach wechselte er zum Laser, mit dem er brasilianischer und auch südamerikanischer Jugendmeister wurde.
1989, wechselte er zur Finn-Klasse, mit der er 1993, 1997 und 1998 brasilianischer Meister wurde. Bei den Panamerikanischen Spielen 1999 wurde er Dritter. 
Im Juni 2006 gewann er zusammen mit Robert Scheidt in der Zwei-Personen-Kielbootklasse Star die Silbermedaille der Kieler Woche in Deutschland hinter den Amerikanern Marc Mendelblatt und Mark Strube. Im gleichen Jahr gewann er auch die Silbermedaille bei den Star-Europameisterschaften in Neustadt, erneut hinter den beiden Amerikanern.
Bei den darauf folgenden Olympischen Spielen in Peking gewann er zusammen mit Robert Scheidt in der Star-Klasse ebenfalls die Silbermedaille und bei den Spielen 2012 in London in derselben Kategorie und mit demselben Partner Bronze.
Bruno Prada gewann die Star-Weltmeisterschaft bisher viermal: 2007, 2011, 2012 zusammen mit Robert Scheidt und 2016 mit Augie Diaz.